# Surgut
Surgut è una città della Russia, situata sul fiume Ob' nella Siberia Occidentale, nel circondario autonomo degli Chanty-Mansi-Jugra, 700 km a nord-est di Tjumen'. Al 2020 contava 380 603 abitanti.

## Storia
Fondata nel 1594 per decreto dello zar Fëdor I di Russia, è dunque una delle città più antiche della Siberia, anche se il suo sviluppo data da molto più tardi, e precisamente dagli anni sessanta del XX secolo, quando la città è diventata un centro molto importante per l'estrazione e la distribuzione di petrolio e gas naturale. Surgut ha ricevuto lo status di città il 12 giugno 1965.
Il nome della città deriverebbe dalle parole in lingua chanty sur, pesce, e gut, buca.

### Territorio

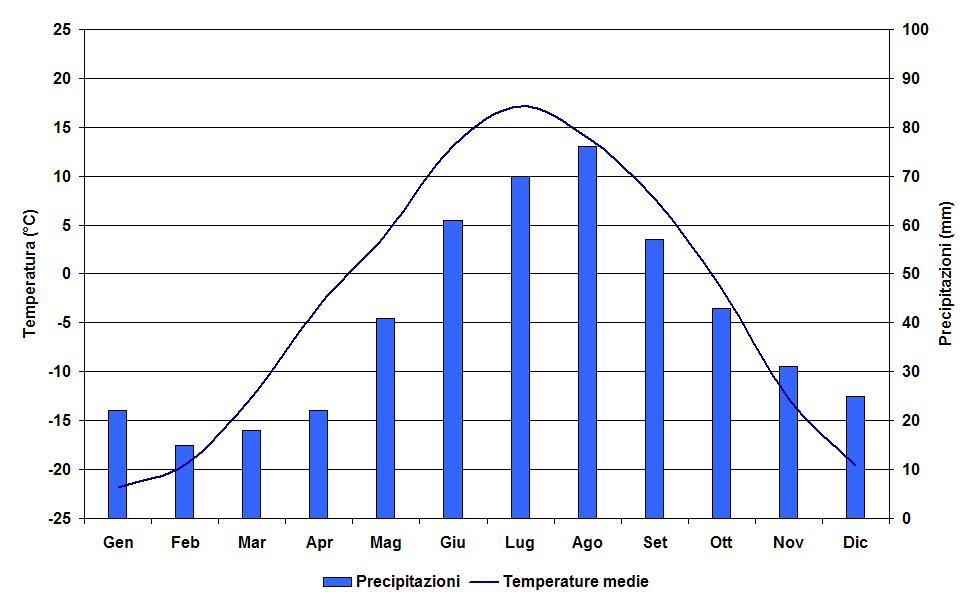
Climogramma della città.

## Geografia fisica

### Clima
Fonte: WorldClimate.com
- Temperatura media annua: -2,7 °C
- Temperatura media del mese più freddo (gennaio): -21,8 °C
- Temperatura media del mese più caldo (luglio): 17,1 °C
- Precipitazioni medie annue: 481 mm

| Surgut (1981-2010) Fonte:   | Mesi         | Mesi         | Mesi         | Mesi         | Mesi         | Mesi        | Mesi        | Mesi        | Mesi         | Mesi         | Mesi         | Mesi         | Stagioni | Stagioni | Stagioni | Stagioni | Anno  |
| Surgut (1981-2010) Fonte:   | Gen          | Feb          | Mar          | Apr          | Mag          | Giu         | Lug         | Ago         | Set          | Ott          | Nov          | Dic          | Inv      | Pri      | Est      | Aut      | Anno  |
| --------------------------- | ------------ | ------------ | ------------ | ------------ | ------------ | ----------- | ----------- | ----------- | ------------ | ------------ | ------------ | ------------ | -------- | -------- | -------- | -------- | ----- |
| T. max. media (°C)          | −16,3        | −14,2        | −4,8         | 1,6          | 10,6         | 18,9        | 22,4        | 18,2        | 10,8         | 2,5          | −8,3         | −14,2        | −14,9    | 2,5      | 19,8     | 1,7      | 2,3   |
| T. media (°C)               | −20,0        | −18,3        | −9,3         | −2,9         | 5,8          | 14,4        | 18,2        | 14,4        | 7,4          | −0,2         | −11,5        | −18,0        | −18,8    | −2,1     | 15,7     | −1,4     | −1,7  |
| T. min. media (°C)          | −23,4        | −22,0        | −13,6        | −7,1         | 1,7          | 10,1        | 14,0        | 10,8        | 4,6          | −2,6         | −14,6        | −21,7        | −22,4    | −6,3     | 11,6     | −4,2     | −5,3  |
| T. max. assoluta (°C)       | 2,7 (1948)   | 6,5 (1987)   | 10,3 (1975)  | 23,0 (1977)  | 31,8 (1952)  | 33,5 (1955) | 35,2 (2012) | 30,3 (2001) | 27,4 (1982)  | 20,7 (1936)  | 8,2 (1955)   | 2,5 (1979)   | 6,5      | 31,8     | 35,2     | 27,4     | 35,2  |
| T. min. assoluta (°C)       | −54,2 (1964) | −55,2 (1918) | −48,7 (1919) | −39,7 (1964) | −22,0 (1926) | −6,7 (1926) | −0,1 (1934) | −3,7 (1937) | −10,5 (1901) | −30,7 (1977) | −46,9 (1949) | −55,0 (1893) | −55,2    | −48,7    | −6,7     | −46,9    | −55,2 |
| Nuvolosità (okta al giorno) | 7,5          | 6,8          | 6,4          | 6,5          | 7,1          | 6,8         | 6,4         | 7,2         | 7,7          | 8,1          | 7,8          | 7,7          | 7,3      | 6,7      | 6,8      | 7,9      | 7,2   |
| Precipitazioni (mm)         | 25           | 22           | 28           | 34           | 58           | 57          | 76          | 69          | 85           | 55           | 39           | 32           | 79       | 120      | 202      | 179      | 580   |
| Giorni di pioggia           | 0,3          | 0,1          | 1,0          | 6,0          | 12,0         | 14,0        | 12,0        | 15,0        | 16,0         | 11,0         | 2,0          | 1,0          | 1,4      | 19,0     | 41,0     | 29,0     | 90,4  |
| Giorni di neve              | 22           | 19           | 16           | 12           | 6            | 1           | 0           | 0,03        | 4,0          | 16,0         | 22,0         | 23,0         | 64,0     | 34,0     | 1,0      | 42,0     | 141,0 |
| Giorni di nebbia            | 2            | 2            | 2            | 1            | 1            | 0,4         | 1,0         | 2,0         | 2,0          | 2,0          | 2,0          | 2,0          | 6,0      | 4,0      | 3,4      | 6,0      | 19,4  |
| Umidità relativa media (%)  | 81           | 79           | 75           | 69           | 65           | 65          | 67          | 76          | 79           | 84           | 84           | 82           | 80,7     | 69,7     | 69,3     | 82,3     | 75,5  |
| Vento (direzione-m/s)       | S 4,0        | SW 3,9       | SW 4,2       | W 4,6        | N 4,5        | N 4,2       | N 3,8       | N 3,6       | W 4,0        | W 4,4        | SW 4,2       | S 4,0        | 4,0      | 4,4      | 3,9      | 4,2      | 4,1   |

### Caratteristiche
Del Circondario Autonomo degli Chanty-Mansi-Jugra è il centro nettamente più popoloso, seguito da Nižnevartovsk, ma non il capoluogo.

## Società

### Evoluzione demografica
Fonte: mojgorod.ru
- 1897: 1.100
- 1926: 1.300
- 1959: 6.000
- 1970: 34.000
- 1979: 107.300
- 1989: 247.800
- 2002 (cens.): 285.027
- 2006: 290.600
- 2012: 314.600

## Infrastrutture e trasporti
Treno
La città è un importante nodo sulla linea ferroviaria Tjumen' - Novyj Urengoj: quest'ultima è anch'esso un importantissimo centro per l'estrazione di idrocarburi.
Aereo
Surgut è inoltre servita da un aeroporto internazionale con numerosi voli di linea nelle principali città della Russia europea e della Siberia e con voli charter verso le località turistiche dell'Asia orientale, Europa e Medio Oriente. L'aeroporto è uno degli hub e la base tecnica della compagnia aerea russa UTair.

Ponti
Nei pressi della città si trova il ponte Jugorskij sul fiume Ob', uno dei ponti strallati a singolo pilone più grandi al mondo.

## Galleria d'immagini

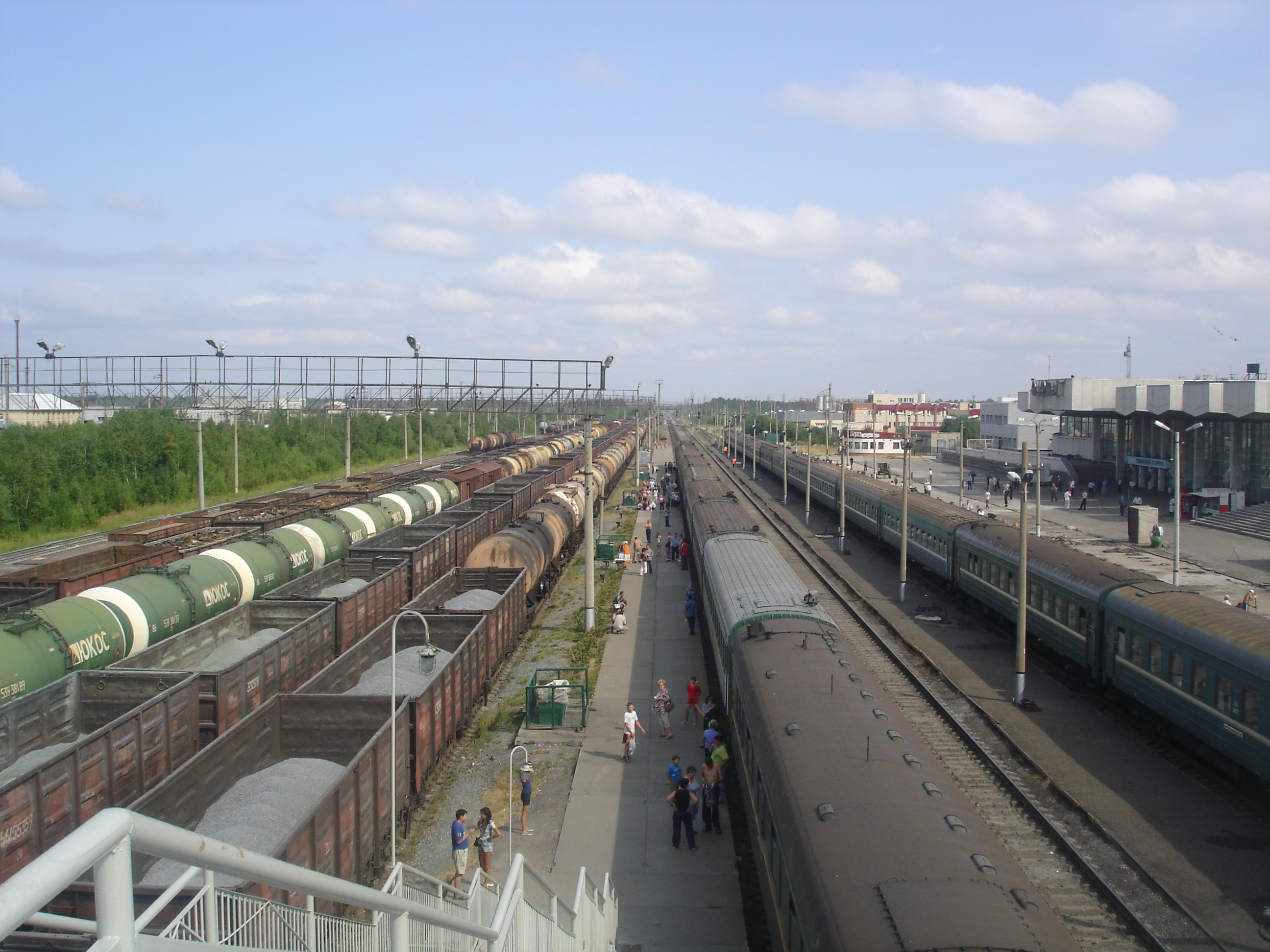
La stazione ferroviaria
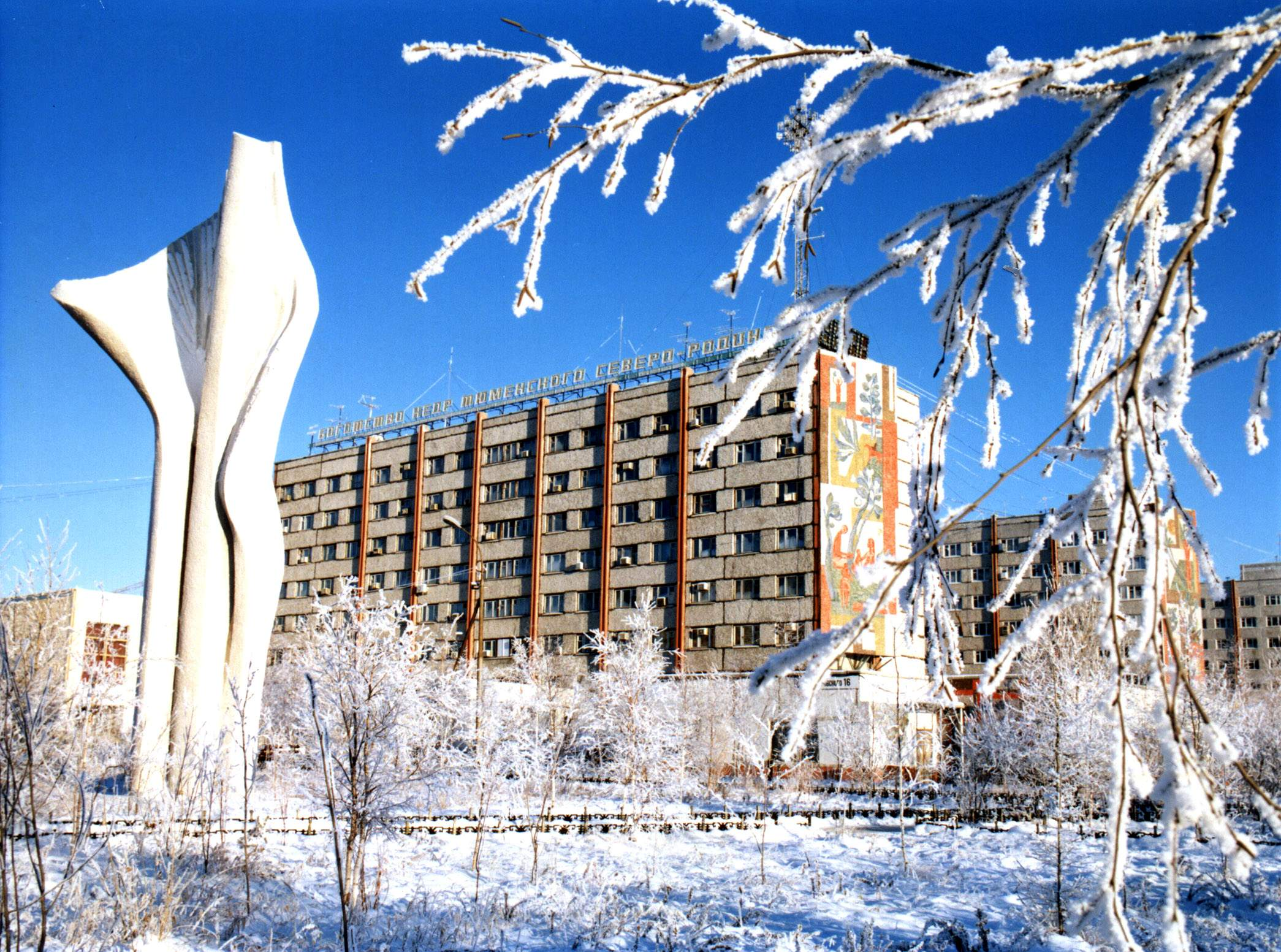
Istantanea invernale
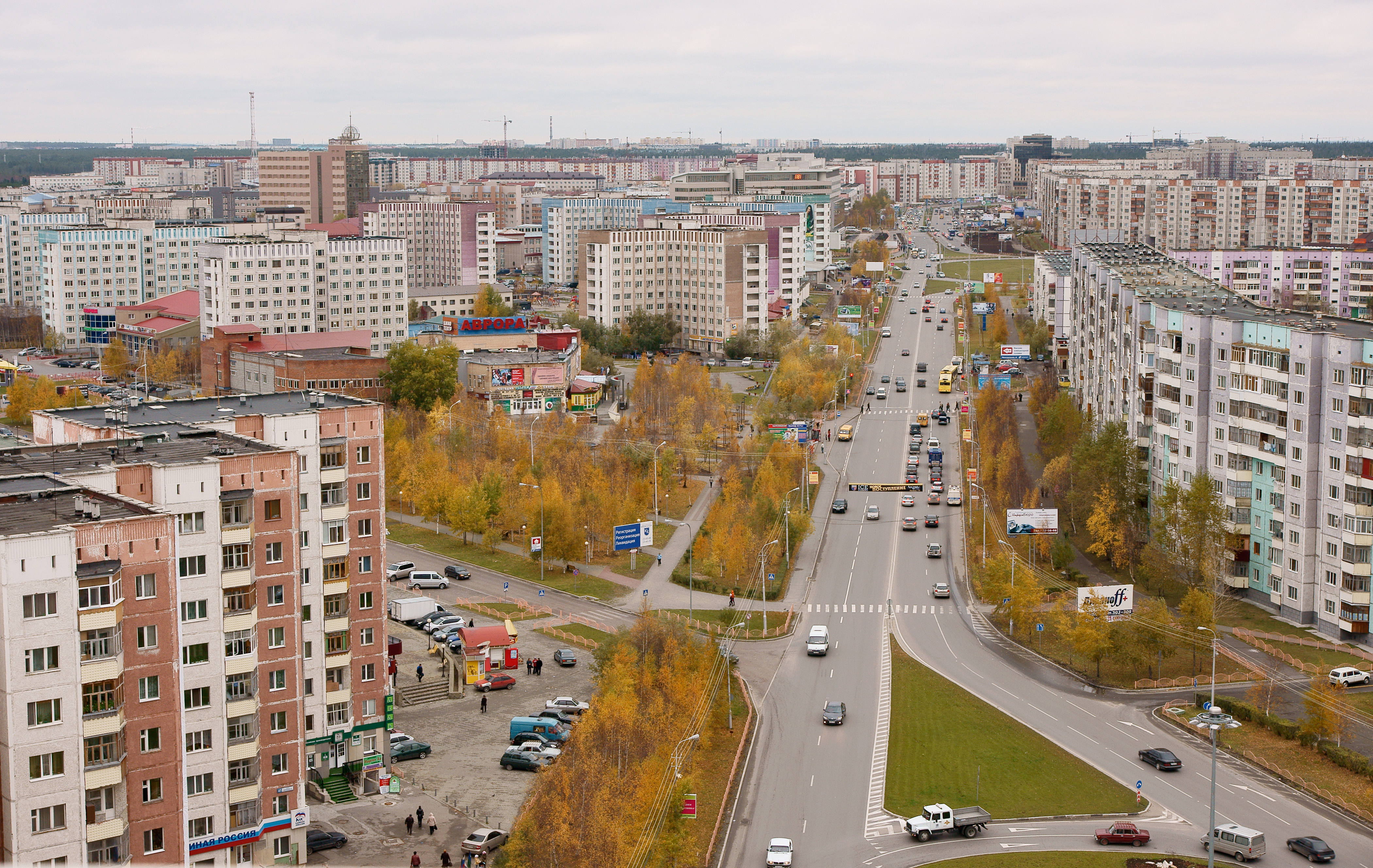
via Lenin
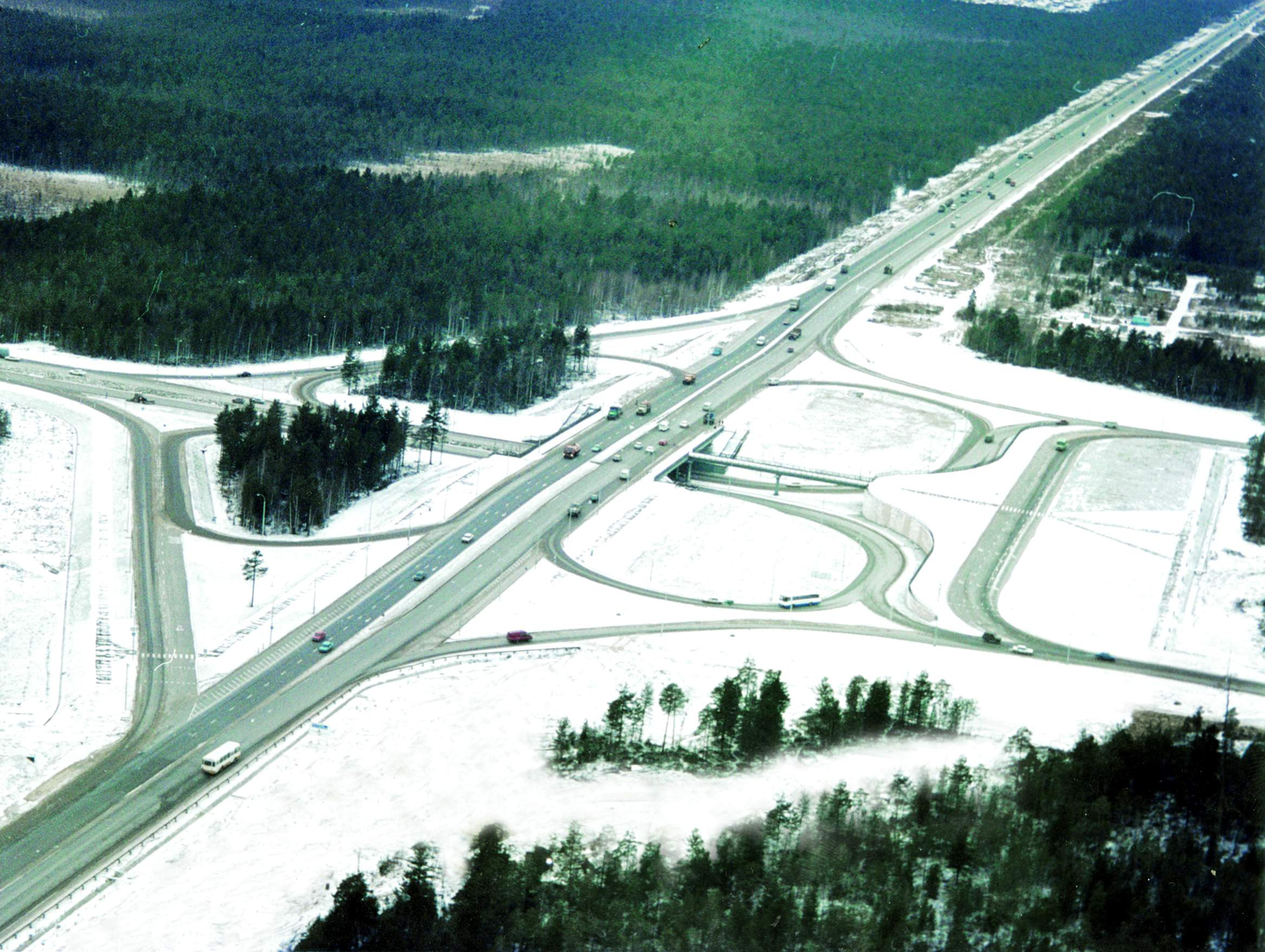
Intercambio autostradale